# Aletris
Genre
Classification APG III (2009)
Aletris est un genre de plantes à fleurs de la famille des liliacées selon la classification classique de Cronquist (1981), des narthéciacées selon la classification phylogénétique.

## Liste d’espèces
Selon ITIS :
- Aletris aurea Walter
- Aletris bracteata Northr.
- Aletris farinosa L.
- Aletris lutea Small
- Aletris obovata Nash
- Aletris × tottenii E.T. Browne